# Speers (Pensilvania)
Speers es un borough ubicado en el condado de Washington en el estado estadounidense de Pensilvania. En el año 2000 tenía una población de 1.241 habitantes y una densidad poblacional de 496 personas por km².

## Geografía
Speers se encuentra ubicado en las coordenadas 40°7′20″N 79°52′50″O / 40.12222, -79.88056.

## Demografía
Según la Oficina del Censo en 2000 los ingresos medios por hogar en la localidad eran de $40,500 y los ingresos medios por familia eran $48,173. Los hombres tenían unos ingresos medios de $37,188 frente a los $30,536 para las mujeres. La renta per cápita para la localidad era de $20,446. Alrededor del 7.7% de la población estaba por debajo del umbral de pobreza.